# Stephanie Tum
Stephanie Tum, de son nom complet Ekah Stephanie Tum Fonachi, également surnommée Wumchick, née le 2 décembre 1987 à Bamenda dans la région du Nord-Ouest du Cameroun, est une actrice, mannequin et philanthrope camerounaise.

## Biographie

### Jeunesse et études
Originaire de la ville de Wum dans la région du Nord-Ouest du Cameroun, Stephanie Tum naît le 2 décembre 1987 à Bamenda, chef-lieu de la région. Elle fait ses études primaires à l'école catholique St. Joseph au quartier de Mvog-Ada à Yaoundé, puis poursuit ses études secondaires au PSS Mankon, au PCHS Mankon à Bamenda et au Lycée bilingue de Yaoundé. Elle fréquente également au Trust-tech Institute of Technology Buea et au Cambridge College Buea.

### Carrière
Stephanie Tum commence sa carrière d'actrice en 2009 avant de quitter le grand écran jusqu'à son retour en 2013. De 2010 à 2015, elle est l'ambassadrice de la marque Activ Clear. Elle est listée parmi les Camerounaises les plus influentes entre 15 et 49 ans dans la catégorie du divertissement par Avance Media et COSDEF Group édition 2018 et Meilleure campagne des réseaux sociaux pour la sensibilisation à la santé mentale par Bonteh Digital Awards.
En 2018, elle apparaît dans les films Shrill et Little Cindy. La même année, elle lance EMBI Company Ltd pour la production de films et une fondation caritative pour sensibiliser les jeunes femmes sur l'hygiène menstruelle, la distribution gratuite de serviettes hygiéniques aux jeunes filles. Selon Journal du Cameroun, sa fondation distribue également 10 000 serviettes hygiéniques fin 2019 auprès des populations camerounaises anglophones.

## Vie privée
Stephanie Tum est mère de deux garçons.

## Filmographie
- 2012 : Pink Poison
- 2014 : Viri
- 2018 : Shrill
- 2018 : Little Cindy
- 2020 : Saving Mbango
- 2022 : Rose Trap
- 2022 : The Planter's Plantation
- 2023 : When the Levees Broke
- 2023 : Silent Storm
- 2024 : Married to Myself
- 2025 : Deadline for Love
- 2025 : Shadows and Sunlight
- 2025 : Beneath the Cloak

## Prix et distinction
- 2024 : Sotigui d'or[7]

- 2024 : Sotigui de la meilleure actrice d'Afrique centrale[8]